# Virus Schmallenberg

Distribución del virus de Schmallenberg en Alemania el 27 de enero de 2012 (fuente FLI).

El virus Schmallenberg es el nombre provisional que se le ha dado a una nueva especie de virus perteneciente al género orthobunyavirus, familia Peribunyaviridae. Fue detectado por primera vez el 18 de noviembre de 2011 en un ternero en la ciudad alemana de Schmallenberg, situada en Renania del Norte-Westfalia, cerca de la frontera de los países del Benelux. Provoca una enfermedad que afecta al ganado vacuno y ovino principalmente.
Los virus de la familia Peribunyaviridae presentan un genoma que se compone de tres segmentos de ARN de cadena simple. La capacidad de recombinación genética de los bunyaviridae es muy elevada, por lo cual es factible que aparezcan de forma natural nuevas variedades en la naturaleza.

## Síntomas
El virus Schmallenberg provoca dos cuadros diferentes:
- Fiebre de corta duración, diarrea severa, abortos y disminución de la producción de leche. Esta sintomatología ha aparecido durante el periodo en que los vectores de la enfermedad (mosquito flebotomos) son activos, verano y otoño de 2011. Ha afectado principalmente al ganado vacuno.
- Malformaciones congénitas en corderos, cabritos y terneros, en muchos casos la madre no ha presentado aparentemente síntomas de enfermedad. Estos casos han aparecido a partir de diciembre de 2011, sobre todo en ovinos. Las principales malformaciones observadas han sido: Escoliosis, hidrocefalia, artrogriposis, hipoplosia del cerebelo y aumento de tamaño del timo.

## Mecanismo de transmisión
Parece transmitirse a través de la picadura de mosquitos ceratopogónidos del género Culicoides ya que virus del mismo grupo son transmitidos por estos dípteros, aunque no está confirmado. Los animales recién nacidos podrían verse afectados en la vida fetal a través de la placenta (vía transplacentaria), pero esta hipótesis tampoco está probada.

## Distribución
Se ha detectado en explotaciones ganaderas de Alemania(18 de noviembre de 2011), Países Bajos y Bélgica (8 de diciembre de 2011), Reino Unido (23 de enero de 2012) y Francia (27 de enero de 2012). Ya ha sido reconocido oficialmente por las autoridades de la Comisión Europea.

## Diagnóstico
A los animales vivos con síntomas sospechosos se le debe tomar una muestra de sangre para análisis. A los animales muertos o abortos en los que se sospeche la presencia del virus, se les debe tomar una muestra de cerebro o bazo para su análisis. La prueba que se realiza con la muestra es la RT-PCR para el virus Schmallenber que ha sido desarrollada por el linstituto Friedich.Loeffler de Alemania.

## Especulaciones sobre capacidad del agente de producir enfermedad humana
No se ha producido ninguna enfermedad en humanos debida a este virus hasta el momento. El Centro Europeo para la Prevención y Control de Enfermedades ha manifestado que otros virus genéticamente muy similares no han causado enfermedad humana, por lo que es poco probable que 
este nuevo agente la cause, sin embargo esta posibilidad no puede ser totalmente excluida actualmente. Es necesario mantener una estrecha colaboración entre los responsables de la salud humana y salud animal para detectar cualquier sintomatología sospechosa en humanos, especialmente en ganaderos y veterinarios que hayan mantenido contacto con animales infectados.